# Regiunea Ohangwena
Ohangwena este o regiune a Namibiei a cărei capitală este Eenhana. Are o populație de 227.728 locuitori și o suprafață de 10.582 km2.

## Subdiviziuni
Această regiune este divizată în 9 districte electorale:
- Ongenga
- Engela
- Oshikango
- Ondobe
- Eenhana
- Omundaungilo
- Okongo
- Ohangwena
- Endola